# Фальк, Вадим Николаевич
Вадим Николаевич Фальк (1940—2021) — учёный в области теории программирования, разработчик первых советских вычислительных машин, доктор технических наук, профессор МЭИ, МГСУ и МИРЭИА.

## Биография
Родился 12.09.1940 в Москве. По матери отца праправнук губернатора Астраханской и Пермской губерний Бернгарда Васильевича Струве.
В 1963 году окончил с отличием факультет автоматики и вычислительной техники МЭИ и был зачислен в аспирантуру. Работал там же на кафедре вычислительной техники (с 1976 г. кафедра прикладной математики, затем кафедра прикладной математики и искусственного интеллекта): инженер, ассистент, старший преподаватель, доцент, профессор.
В 1960-е годы был одним из главных разработчиков первой в СССР безадресной вычислительной машины БЕТА-65, построенной на кафедре ВТ МЭИ. В последующем работал над проектом архитектуры универсальной ЭВМ с аппаратной поддержкой основных функций управления процессами и памятью.
Основные направления научных исследований:
- Методы, языки и системы параллельного и распределенного программирования. Математическое и программное обеспечение современных вычислительных систем, комплексов и сетей;
- Теория программирования и сложности компьютерных систем. Функционально-логические модели и языки программирования и их реализации на компьютерных системах.
- Конструктивные модели, классификация, анализ сложности графовых структур.

По совместительству — профессор МГСУ и МИРЭИА.
Доктор технических наук (2001).
Умер в 2021 году от последствий коронавируса.

## Научные труды
Автор более 70 научных работ, которые использовались при создании больших компьютерных систем, языков и сред параллельного программирования.
Сочинения:
- Введение в сети Петри и моделирование систем. Учебное пособие. Москва. 2009.
- Кутепов В. П., Фальк В. Н. Асинхронные модели вычислений значений функций в языке функциональных схем // Программирование. 1978. № 3. С. 3—15.
- Кутепов В. П., Фальк В. Н. Функциональные системы: теоретический и практические аспекты // Кибернетика. 1979. № 1. С. 46—58.

Диссертации:
- Теоретические модели языков программирования и вопросы их структурной интерпретации : диссертация … кандидата технических наук : 05.13.13. — Москва : [б. и.], 1978. — 213 с. : ил.
- Теория направленных отношений и её приложения : диссертация … доктора технических наук : 05.13.11. — Москва, 2001. — 260 с. : ил.

## Семья
Жена — Татьяна Михайловна Строева (1.03.1942) в 1965 окончила с отличием МЭИ, кандидат технических наук, старший научный сотрудник. Детей не было.